# Поровичі
Поровичі (біл. вёска Поравічы) — село в складі Молодечненського району Мінської області, Білорусь. Село підпорядковане Радошковицькій сільській раді, розташоване в центральній частині області.

## Історія
З 1793 після другого розділу Речі Посполитої Поровичі, як і вся Вілейщина, входила до складу Російської імперії, був утворений Вілейський повіт у складі спочатку Мінської губернії, а з 1843 - Віленської губернії.
У 1921–1945 роках село знаходилось у Польщі, у Вільнюськім воєводстві, Вілейського повіту, у гміні Красне.

## Населення
- 1866 рік — 12 людини, 3 будинків[2]
- 1921 рік — 32 людини, 6 будинків[3]
- 1931 рік — 48 людини, 9 будинків[4].